# Mas Rovira (Sant Miquel de Campmajor)

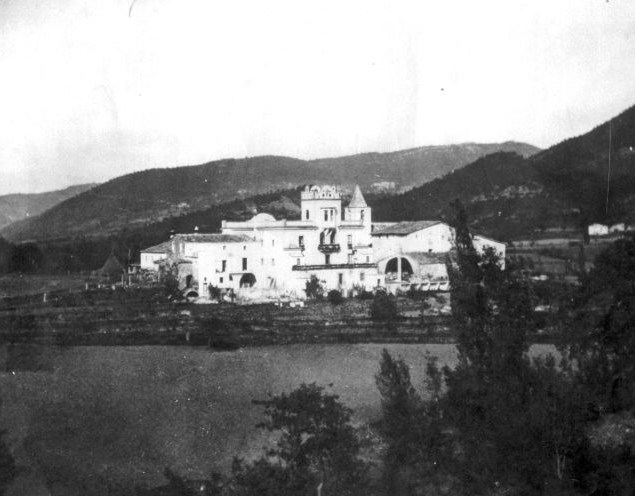
Can Rovira

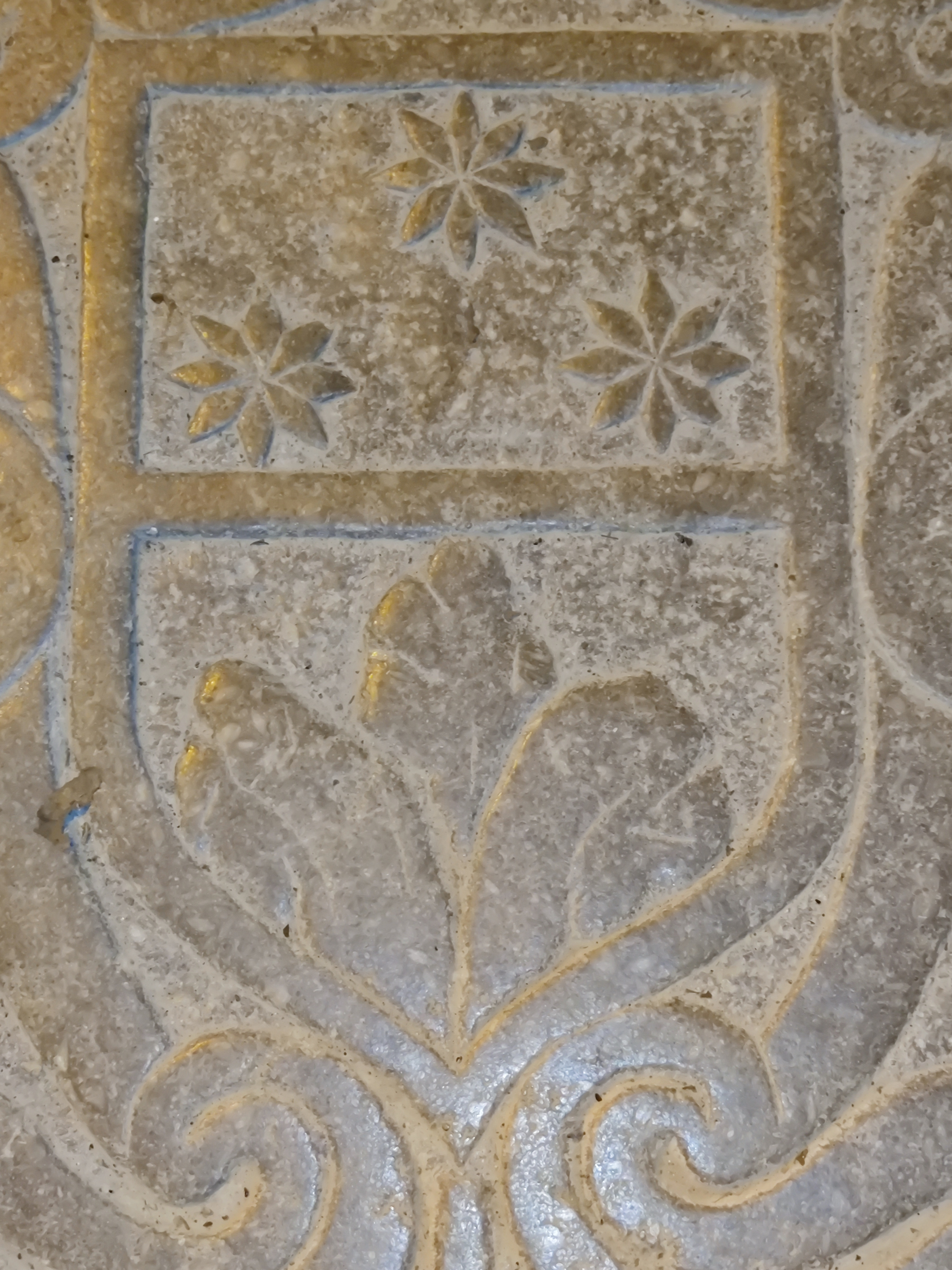
Escut Dels Rovira, interior de l'Església de Sant Miquel de Campmajor (Raimon de Collferrer)

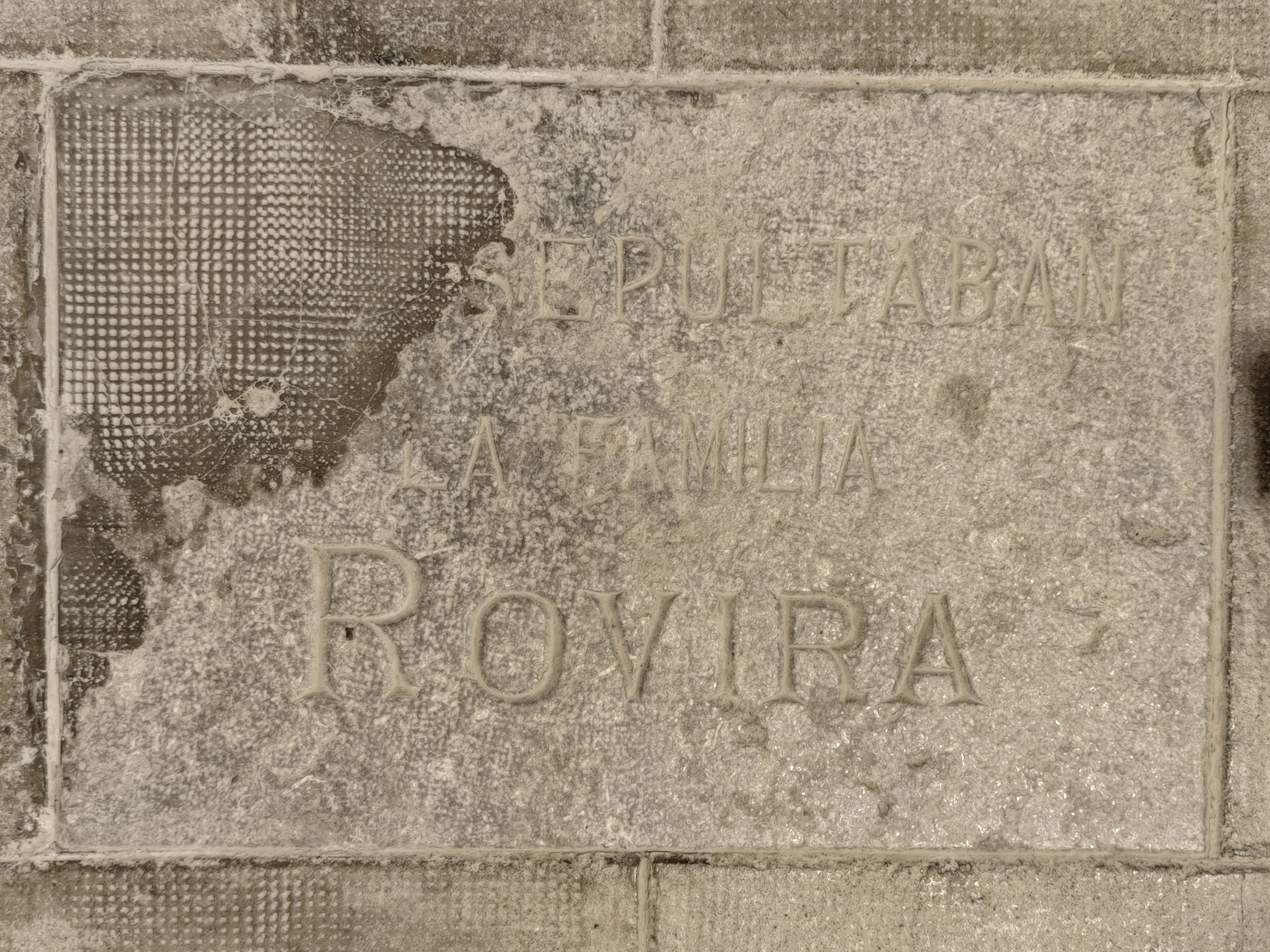
Sepultura família Rovira (Sant Miquel de Campmajor)

Mas Rovira és una masia de Sant Miquel de Campmajor que forma part de l'Inventari del Patrimoni Arquitectònic de Catalunya.

## Descripció
Edifici de planta rectangular, amb cossos annexes a ambdós laterals. L'edificació principal presenta planta baixa i dues plantes pis. A la part superior que dona a sud hi ha un gran badalot d'estil modernista. Les parets exteriors són arrebossades imitant carreus. Hi ha dues grans portes dovellades que donen accés a l'interior. Els elements ornamentals del badalot i el sanefa superior són fets amb peces ceràmiques vidriades de diferents colors. L'edificació actual és el fruit d'una important reforma del mas, realitzada el 1916 pel mestre d'obres Miquel Pallàs.

## Història

### Primeres referències
Les primeres referències històriques que es on comença la genealogia de Mas Rovira son del 1182 o el 1186 (data confosa). El primer document que ens parla de la casa data de l’any 1182 o 1186, tot i això, el primer document que parla d’un Rovira, data de l’any 1218 i com que parla d’un pare i un fill i el fill està en edat de casar-se es creu que la família Rovira es remunta d’anys anteriors. El document original no se sap ni quan es va perdre, però tenim informació de tot el que deia gràcies al llibre dels canalars escrit per Joan Rovira el 1660 on anota tots els documents anterior que hi ha a la casa. L’escrit deia el següent:
| « | En lo acte autèntic de pergamí que és recondit en lo armari de la escriptures de dita casa Rovira, fet a 2 de kalendes de nouembre de 1218, consta la donació que Arnaldo de Terrat feu a Pera Rouira de son mas Terrats, la qual acta fou firmada per Ramon de Rouira i Arnaldo, son fill, junt amb la firma de Deodato de Terradas, ardiaca de Besalú. | » |

### Referent històric i avantpassats
Justament la coberta d’un dels llibres de comptes que s’ha conservat, era un pergamí del segle xiii. Ningú no sabia que aquella coberta era també una pagina reaprofitada d’una Passio Georgii desconeguda. És el document es la pagina 17 d'un llibre que parla de la llegenda de Sant Jordi, fina aquest moment es el mes antic que s’ha trobat fins avui a Catalunya on es parla de Sant Jordi. Sí, el més antic. El guarden a Banyoles, a l’Arxiu Comarcal del Pla de l’Estany, juntament amb tots els altres documents.
A l'interior de l'església de Sant Miquel s'hi conserva la tomba familiar i l'escut dels Rovira. Com a nota curiosa la família de Plana-Rovira aconsegueix mantenir el cognom a fins a principis del segle xx, es la 26ena generació en que la pubilla Joaquima Rovira Aurich hereva d'uns importants patrimonis: Rovira i Sagnari (Sant Miquel de Campmajor) Morgat (Porqueres) Casademont (Mieres) Palau i Coll (Banyoles) es casà amb Esteve Plana Collellmir (fill de el Serrat de la Pinya, formant part dels patrimonis Serrat de la Pinya, Rovira de Sant Esteve den Bas, Casademont de Sant Aniol de Finestres, Plana de Begudá, el Guell de Besalu i El Carbonell de Sant Gregori) descendent directe de les famílies nobles amb infinitat de títols nobiliaris com: Aragó-Barcelona (reis de Catalunya) Urgell (Jaume II d'Urgell "el dissortat"), Castella, Montpeller, Cardona, Queralt, Cervelló, Peguera, Tord, França, Claris, Montcada, Vila-Ombert, Prat de Sant Julià, Rocaberti, Cartellà, Cruïlles de Peratallada etc. La família adoptar el cognom de Plana-Rovira de Sant Miquel, que continua sent la propietària del mas 29 generacions després.

### Llibre patrimonial
El llibre de família del casa de Rovira conserva el record de les posicions, honors etc. També de les cases on entraren les dones filles del Mas Rovira,. Perquè eren sobretot les dones de la casa les que enllaçaven la pairalia del Mas Rovira amb la resta de cases ja que els homes, excepte el primogènit, en la major part es dedicaven a la carrera sacerdotal o la militar. La família Rovira havia aconseguit teixir tot un seguit de connexions familiars que l'enllaçaven amb algunes de les principals pairalies de la comarca banyolina, la Garrotxa i l'Empordà, d'on alguns dels seus vàstags proporcionarien l'oficialat que secundaria Rovira en el seu exèrcit, creat de bell nou, a partir de 1808: els germans Frigola de Mata, els Morgat de Santa Maria de Porqueres, els Campolier de Miànigues.
Des del s. XlII, figuren dones casades al mas Terrats, Prats de Sant Miquel, pubilla Esparragueras del Sallent, pubilla Casademont d'Usall, pubilla de la Vila de Vianya, pubilla Anglada de Vilert, Batlle del Torn, Plantés de Falgons, Bosch i Pararols de Mieres, Pirot de Santa Pau, Ginabreda de Porqueres, Estanyol de Canet d'adri, Gimbernau de Martís, Feliu de Fallines, Obrador de Mieres, Calvell de Navata, Prat de Matamós, Sot de Vilert, Gelada de Pujarnol, Teixidor de Corts, i ja en segle XVII els masos Riera de Mieres, Costa d'Espinavessa, Compte d'Orfes, Pujolar de Torre de Santa Pau, can Figueras I Puig d'Amer, can Saguer de Crespià, ;. Les últimes germanes de Rovira, es casaran una, Àgata, amb : Benet Fàbrega de Mieres (ja hi tenien una tia filla de la Sala de Granollers), Rosa amb Jofra de Campmajor i la Paula amb Josep Sagols de Crespià.

### Francesc Rovira
Francesc Rovira i Sala nasqué el de desembre de 1769 a Sant Miquel de Campmajor. Era el tercer fill –sense comptar una germana morta poc abans que nasqués-, del matrimoni format per l’hisendat i Familiar del Sant Ofici Josep Rovira Planaferrana i Margarida Sala Verdaguer, filla de la Sala de Granollers de Rocacorba. Y es que "de casta le vino al galgo". Es dona la casualitat que de la Sala de Granollers procedeix uns segles abans, el gran cabdill de la segona guerra remença, Pere Joan Sala que fou el líder de l'últim gran aixecament dels pagesos contra els mals usos i la servitud, havia estat executat a Barcelona el 1485. Tan sols dos anys més tard de les aparicions del Collell. Per part de mare, Margarida procedia també dels Verdaguer de Sant Gregori, amb privilegi militar. Va prendre el comandament dels miquelets que van resistir l'ocupació francesa de Catalunya, amb alguns milers de partidaris. El febrer de 1810, els seus homes van participar en la batalla de Vic, i la seva acció més destacada va ser la captura per sorpresa del castell de Sant Ferran l'abril de 1811. El pare, Josep Rovira, a més de pagès era «familiar del Sant Ofici». S'ha escrit molt entorn de la crisi de la Inquisició durant el segle XVIII, i la falta d'atractius que podia tenir una familiatura en mancar-li la remuneració i retallar-se progressivament els seus privilegis al llarg de la centúria. En aquest cas, el primer és una qüestió accessòria i el segon és una valoració històrica resultant d'un anàlisi a llarg termini. De fet, durant el segle XVIII el número de familiars del Sant Ofici, -una mena de col·laboradors locals d'aquest organisme mig eclesiàstic i mig governamental que esdevingué un dels símbols de l'Antic Règim- en el Bisbat de Girona no deixà d'incrementar-se. Prova, doncs, que la condició de familiar no havia perdut prestigi. Aquest honor era un complement perfecte per la seva situació social. Per un hisendat amb un important patrimoni, ser familiar de la Inquisició suposava l'exempció del cadastre personal i de les càrregues edilícies en el territori de la familiatura. Però en la seva situació hi ha una sèrie d'elements que fan que els privilegis econòmics, que comencen a ser qüestionats en aquest moment, siguin d'una importància secundària. La neteja de sang acreditada, el lluïment del blasó amb la flor de lis típica del Sant Ofici i el dret a portar armes havien de donar als Rovira una dignitat nobiliària entre els veïns.
Fins no fa gaire s'havia donat per bona la data de naixement de Rovira el 7 de març de 1764, fruit de la confusió amb el nom del seu germà Tomàs, que havia estat batejat com a "Francesch Jaume Thomás". El llibre familiar, que encara avui es troba a Mas Rovira, ha ajudat a aclarir la qüestió. El tercer fill, doncs, va ser batejat l'endemà del seu naixement, el 7 de desembre de 1769, a la pila baptismal de l'església de Sant Miquel. Oficià la cerimònia el Rvnt. Joan Baptista Masgallart, vicari del rector de Sant Miquel, Joseph Simon, i li posaren el nom de "Francisco Joseph Jaume". Prenia el nom del seu oncle, i padrí, Francesc, que també era clergue com ho seria el seu nebot. La seva padrina era Maria Fàbrega Sala, (germana de la seva mare.. originària, com la mare, de Granollers de Rocacorba, i casada amb el propietari del mas). En total serien 8 germans, 3 homes i la resta dones. Dos dels seus germans, Tomàs, més gran que ell, i Bonaventura, nat el 1777, seguiran carrera eclesiàstica, com havien fet successivament el seus oncles, i els oncles d'aquests. L'hereu i germà de Dr Rovira, Miquel (també hisendat i familiar del Sant Ofici), es casarà el 1788 amb Rosa de Casabó i Dou, filla del Cavalller d'Olot Miquel Casabó de Bassols i Peronella Dou Vila-Cavaller.

### Família
La família conservarà, en el llibre familiar, el record dels vàstags que aconseguiran el títol de doctor universitari, ja des del s. XVII, com un tresor ben preuat. En el fons, era tot un rècord. El primer d'honrar la família amb aquest títol va ser el Canonge Climent, nascut el 1643 i graduat el 1663, "qui per sa bondat, literatura y grandíssim afecta a casa Rovira posà el fonament per la honorífica descendència de tants eclesiàstics" va escriure un seu descendent Per això, el llibre de família deixava constància que "tots lo tingan en perpètua memòria, veneració i agraïment". El següent a doctorar-se va ser dues generacions posteriors. Un altre Climent, ja nascut en segle xviii, estudià gramàtica a Olot, habitant a "los Closells", i la Filosofia en el col·legi de Sobreportes de Girona: "Nota la casualitat de haver estudiat en la Escola Suarística ell i tots los demés fins que foren expulsats los jesuïtes"
A Girona, el col·legi de Sobreportes actuava de Seminari fins l'expulsió dels jesuïtes, el 1767, quan passaren a ocupar-ne l'edifici. El Seminari -anomenat "tridentí" per seguir les directrius del concili de Trento- cobria la demanda d'estudis superiors tant per laics com pels futurs eclesiàstics que havia deixat buida la supressió de l'Estudi General, o antiga universitat, pel primer rei borbònic. Llavors estudià teologia a la universitat de Cervera, on es graduà de Doctor. La Reial i Pontíficia Universitat de Cervera era l' Alma Mater catalana del moment i el centre més proper que atorgava els graus acadèmics. El segon Climent pogué tonsurar-se a títol del benefici que havia fundat el seu antecessor, i besoncle, una anys abans. Això li permetria també continuar amb les ordenacions i, finalment, se li atorgà "les llicències amplíssimes de confessar i predicar". Ell mateix comprà la sepultura on fou enterrat, a l'església de Sant Miquel, el 1784. A la conferència moral del col·legi de Sobreportes de Girona hi estudià també el seu germà Francesc, el primer dels doctors Francesc Rovira. De fet, la generació del segon Climent oferí, almenys, 5 eclesiàstics. Tots ells aconseguiren el grau de doctor. El segon, el Doctor Joan va ser "home de centúries per sa literatura i bons costums", segons escriviren d'ell els successors
Va iniciar els seus estudis a casa d'un capellà del Collell, i, a Girona, d'un oncle seu rector de Sant Daniel. De fet, la possibilitat de residir en cases on els Rovira tenien algun parent capellà era un dels incentius per poder estudiar. De fet, a casa d'aquest oncle rector hi residí durant els estudis de gramàtica, a banda de Joan, el seu germà Tomàs. Joan, el segons dels germans eclesiàstics d'aquella generació. Va ser catedràtic de Filosofia abans de doctorar-se en teologia, el 1734. Durant vint anys, de 1740 a 1760, regentà la càtedra de teologia moral de Cervera. Un cop jubilat, passà a viure a Olot amb el seu germà Clement
A casa de Climent, i posteriorment de Joan, hi residirien els seus successius germans durant els primers estudis olotins. El primer "Doctor Francesc" (el petit), va ser el primer de residir-hi. Per allà hi passà també els nebots Climent (el segon), Francesc, Ramon (aquest retòrica), Lluís. En els estudis de Cervera residiren a casa del doctor Joan durant el temps que aquest va ser catedràtic. Adquirí una fabulosa biblioteca i era consultat des de dins i fora del país. A casa del Dr. Joan, a Cervera, residiren el germà Josep i Tomàs. Josep va ser fins i tot alumne seu de filosofia. Graduat el 1743, s'ordenà tot seguit "a títol de patrimoni" que era la figura que permetia el dret canònic antic ... i va ser president de la conferència de moral "novament posada en Olot". En efecte, les "conferències mensuals", 57 en tota la diòcesi, eren centres on els clergues aprofundien en els temes de moral general, deures de l'estat parroquial, litúrgia i constitució sinodal, per estimular la cultura del clergat.
Entrades en decaïment durant un temps, el bisbe Bastero les reactivà seriosament, el mateix que el posà més tard mestre del col·legi de Sobreportes. Finalment, Josep accedí a la carrera parroquial, essent rector de Santa Eugènia i, després, claver de la seu. Altra vegada, la possibilitat de residir a Girona facilità els seus nebots també els estudis a Girona.
Tomàs es graduà el 1744, va ser president de la conferència de teologia moral d'Olot, on també estudià, habitant a casa del germà Climent. Més tard va ser rector de la seva parròquia materna, "que prengué a personat", el mateix any que era ordenat de sacerdot, el 1786. Fou president de la conferència del Collell fins que, el 1777, prengué possessió d'un canonicat diaconil de la catedral de girona. Va ser comissari, més tard qualificador, de la Santa Inquisició, per la qual cosa prestà jurament el 1777. El dotzè dels germans Rovira -comptant que no tots arribaren a l'edat adulta- va ser el primer dels Doctors Francesc,. Es graduà el 1756 i el bisbe el destinà de mestre de "Parges", abans de conferir-li la rectoria de Sant Pere de Pineda. A Girona residí a casa del dr. Pau Ros La següent generació, va ser la del pare del nostre Dr. Rovira, i fills de Bonaventura Rovira Guixeras (Batlle i Jurat de Sant Miquel) i Àgata Planaferrana. Climent, després d'estudiar i doctorar-se a Cervera el 1765, prengué l'habit de carmelita del convent d'Olot. D'aquí passà a Vic, on s'ordenà, i a Girona, on morí poc després. Un germà, Fra Ramon, el seguí en l'orde però no en el doctorat. Un altre germà, nascut el 1740, serià el padrí de Francesc. El segon doctor Francisco es graduà de batxiller a Olot, on estudià moral, i de doctor a Gandia (!) el 1764. Entrà llavors al seminari de Girona per ordenar-se, el 1771. Per això, malgrat ser ja clergue, no va poder oficiar la cerimònia de bateig del seu fillol. Vicari de Sant Miquel, prengué després possessió d'un benefici de la seu, presentat pel rei Carles III. Un altre germà, Ramon, hagué de pagar despesa per residir "en una casa particular" durant els estudis a Girona
Coincidí que no havia cap parent capellà a Girona en aquell moment. Un altre germà, Lluís, li coincidí l'expulsió dels jesuïtes, estudiant després "ab un mestra de racó" a casa de l'oncle canonge. Estudià filosofia al convent de Sant Francesc de Girona i es doctorà el 1776. Tot i que més gran, el germà Miquel es doctorà el 1776, seguint els mateixos passos que l'anterior
El memorialista familiar, que s'atura en aquesta generació, també s'ocupa d'anotar les cases on entraren membres de la família.